# Альянс европейского наследия 3.3
Альянс европейского наследия 3.3 (англ. European Heritage Alliance 3.3) — неформальная европейская отраслевая платформа, состоящая из 30 европейских и международных объединений и организаций, действующих в широких областях культурного наследия, созданная в июне 2011 года во время Конгресса европейского наследия 2011, организованного Europa Nostra в Амстердаме.
Крупнейшие европейские организации по вопросам культурного наследия договорились более тесно сотрудничать для продвижения нереализованного потенциала европейского наследия, культурного и природного, движимого и недвижимого. Члены-основатели альянса объединяют европейские гражданские общественные организации, исторические города и деревни, музеи, специалистов по наследию, добровольцев, (частных) владельцев коллекций, исторических объектов и культурных ландшафтов, педагогов, градостроителей и т. д. Таким образом, «Альянс наследия 3.3» представляет собой очень большое представительство, состоящее из десятков миллионов граждан Европы. Europa Nostra выступает в качестве посредника альянса.
Название этого союза ссылается на пункт 3.3. Лиссабонского договора Европейского Союза, гласящий, что «Союз будет уважать свое богатое культурное и языковое разнообразие, и обеспечит охрану и укрепление культурного наследия Европы».